# Typhlocyba bifasciata
Typhlocyba bifasciata är en insektsart som beskrevs av Karl Henrik Boheman 1851. Typhlocyba bifasciata ingår i släktet Typhlocyba och familjen dvärgstritar. Inga underarter finns listade i Catalogue of Life.